# Sachio Yoshida
Sachio Yoshida (født 6. april 1980) er en tidligere japansk fodboldspiller.
Han har spillet for flere forskellige klubber i sin karriere, herunder Sanfrecce Hiroshima og Ehime FC.